# Marian Sarr
Marian Sarr (ur. 30 stycznia 1995 w Essen) – niemiecki piłkarz występujący na pozycji obrońcy w niemieckim klubie VfL Wolfsburg II. 
Wychowanek Bayeru 04 Leverkusen, w swojej karierze grał także w Borussii Dortmund. Były młodzieżowy reprezentant Niemiec.